# Aphiwe Dyantyi
Aphiwe Odwa Dyantyi (East London, 26 de agosto de 1994) es un jugador sudafricano de rugby que se desempeña como wing y juega en los Lions del Super Rugby. También es internacional con los Springboks.

## Carrera
Dyantyi estudia  en la Universidad de Johannesburgo, debido a esto debutó en los Golden Lions recién con 21 años.
Su buen nivel le permitió ser contratado por los Lions, franquicia del Super Rugby, para la temporada 2018.
En noviembre de 2018, debido a su gran nivel jugando el Super Rugby y el The Rugby Championship 2018, siendo la primera vez que juega a nivel internacional, ganó el premio a la revelación del año.

## Selección nacional
Fue seleccionado a los Springboks por primera vez en junio de 2018; se ganó la titularidad en los entrenamientos y jugó todos los test matches contra La Rosa. En julio Rassie Erasmus lo convocó para disputar The Rugby Championship 2018, fue titular en todos los partidos.

## Palmarés
- Campeón de la Currie Cup de 2015.